# Hrabstwo McKean
McKean – hrabstwo w stanie Pensylwania w USA. Populacja liczy 43450 mieszkańców (stan według spisu z 2010 roku).
Powierzchnia hrabstwa to 2549 km² (w tym 6 km² stanowią wody). Gęstość zaludnienia wynosi 17,0 osoby/km².

## Miejscowości

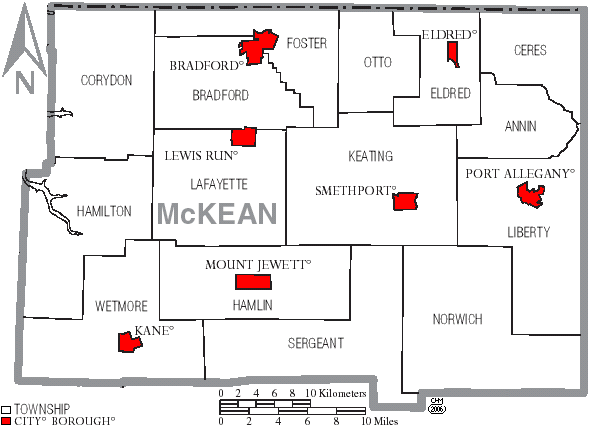
Rozmieszczenie miast i Broughs na mapie hrabstwa

### Miasta
- Bradford

### Boroughs
| - Eldred - Kane - Lewis Run | - Mount Jewett - Port Allegany - Smethport |